# 线性码
编码理论中，线性码是一种纠错码，满足其任何码字的线性组合也是其码字。传统上，线性码分为分组码和卷积码两大类，尽管涡轮码可以看作是这两种类型的混合。 线性码的编码和解码可以有比其他码更有效的算法（参见伴随式解码）。
线性码用于前馈纠错，用于在通信信道上传输符号（例如，比特），以使在通信中出现错误时，消息块的接收者可以纠正或检测到一些错误。线性分组码的码字是一种符号块，这种符号块使用比要发送的原始值更多的符号进行编码。长度为n的线性码传输包含n个符号的块。例如，[7,4,3]汉明码是一种线性二进制码，使用7位码字表示4位消息。两个不同的码字至少有三位不同。因此，每个码字最多可以检测到两个错误，同时可以纠正一个错误。此代码包含 24=16个码字。

## 定义和参数
长度为n且维度为k的线性码是向量空间{\displaystyle \mathbb {F} _{q}^{n}}中维度为k的线性子空间C，其中{\displaystyle \mathbb {F} _{q}}是具有q个元素的有限域。这样的线性码称为q-ary码。如果q=2或q=3，则分别称其为二进制码、三进制码。 C中的向量称为码字。线性码的大小是指码字的数量，即qk 。
码字的权重（weight）是码字中非零元素的个数，两个码字之间的距离（distance）是指它们之间的汉明距离，即它们之间不同的元素个数。线性码的距离d是其非零码字的最小权重，其等效于不同码字之间的最小距离。长度为n、维度为k、距离为d的线性码称为[n, k, d]码（或更准确地说，{\displaystyle [n,k,d]_{q}}码）。
我们希望赋予{\displaystyle \mathbb {F} _{q}^{n}}标准基，因为每个向量坐标代表一个“比特”，该“比特”通过“噪声信道”传输，并且以小概率存在一些传输错误（二进制对称信道）。如果使用其他基，则无法使用该模型，并且汉明度量不能像我们所希望的那样测量传输中的错误数量。

## 生成矩阵和校验矩阵
作为{\displaystyle \mathbb {F} _{q}^{n}}的线性子空间，整个线性码组C （可能非常大）可以表示为一组长度为{\displaystyle k}的码字（在线性代数中称为基）的线性组合。这些基码字通常被整理成矩阵G的行，该矩阵称为码C的生成矩阵。当G具有分块矩阵形式{\displaystyle {\boldsymbol {G}}=[I_{k}\mid P]}（其中{\displaystyle I_{k}}表示{\displaystyle k\times k}单位矩阵，P是{\displaystyle k\times (n-k)}矩阵）时，我们称G具有标准形式。
表示线性函数{\displaystyle \phi :\mathbb {F} _{q}^{n}\to \mathbb {F} _{q}^{n-k}}，核为C的矩阵H称为C的校验矩阵（有时也称奇偶校验矩阵）。上述表述等价于H是一个零空间为C的矩阵。设C是一个码组，其生成矩阵G为标准形式，则{\displaystyle {\boldsymbol {G}}=[I_{k}\mid P]} ， 则{\displaystyle {\boldsymbol {H}}=[-P^{T}\mid I_{n-k}]}是C的校验矩阵。由H生成的码称为C的对偶码。可以验证G是{\displaystyle k\times n}矩阵，而H是{\displaystyle (n-k)\times n}矩阵。
线性保证码字c0与任何其他码字c≠c0之间的最小汉明距离d与c0无关。这从以下性质可以看出：C中两个码字的差c−c0也是一个码字（即子空间C的一个元素），且d ( c ,c 0 ) = d ( c−c0 ,0)。由上述性质可得
{\displaystyle \min _{c\in C,\ c\neq c_{0}}d(c,c_{0})=\min _{c\in C,\ c\neq c_{0}}d(c-c_{0},0)=\min _{c\in C,\ c\neq 0}d(c,0)=d.}
换而言之，为了找出线性码的码字之间的最小距离，只需要查看非零码字。具有最小权重的非零码字与零码字的距离最小，从而决定了代码的最小距离。
线性码C的距离d也等于校验矩阵H的线性相关列的最小数量（列向量最小线性无关组的秩）。
证明:因为 {\displaystyle {\boldsymbol {H}}\cdot {\boldsymbol {c}}^{T}={\boldsymbol {0}}}, 等价于{\displaystyle \sum _{i=1}^{n}(c_{i}\cdot {\boldsymbol {H_{i}}})={\boldsymbol {0}}}，其中 {\displaystyle {\boldsymbol {H_{i}}}} 是{\displaystyle {\boldsymbol {H}}}的第{\displaystyle i}列。除去使{\displaystyle c_{i}=0}的项，使{\displaystyle c_{i}\neq 0}的{\displaystyle {\boldsymbol {H_{i}}}}线性相关。是故，{\displaystyle d}不小于线性相关的列的最小个数。又，考虑线性相关列的最小集 {\displaystyle \{{\boldsymbol {H_{j}}}\mid j\in S\}}，其中{\displaystyle S}是列指标的集合。{\displaystyle \sum _{i=1}^{n}(c_{i}\cdot {\boldsymbol {H_{i}}})=\sum _{j\in S}(c_{j}\cdot {\boldsymbol {H_{j}}})+\sum _{j\notin S}(c_{j}\cdot {\boldsymbol {H_{j}}})={\boldsymbol {0}}}。考虑满足{\displaystyle j\notin S}时候{\displaystyle c_{j}'=0}的向量{\displaystyle {\boldsymbol {c'}}}。注意到由于{\displaystyle {\boldsymbol {H}}\cdot {\boldsymbol {c'}}^{T}={\boldsymbol {0}}}，{\displaystyle {\boldsymbol {c'}}\in C}，是故，有{\displaystyle d\leq wt({\boldsymbol {c'}})}，后者是 {\displaystyle {\boldsymbol {H}}}之中线性相关的行的最小数目。 上述性质得证。

## 示例：汉明码
汉明码在数字通信系统中得到了广泛的应用。对于任何正整数{\displaystyle r\geq 2} ，存在一个{\displaystyle [2^{r}-1,2^{r}-r-1,3]_{2}}汉明码。由于{\displaystyle d=3} ，此类汉明码可以纠正1位错误。
例：具有以下生成矩阵和奇偶校验矩阵的线性分组码是{\displaystyle [7,4,3]_{2}}汉明码。
{\displaystyle {\boldsymbol {G}}={\begin{pmatrix}1&0&0&0&1&1&0\\0&1&0&0&0&1&1\\0&0&1&0&1&1&1\\0&0&0&1&1&0&1\end{pmatrix}},} {\displaystyle {\boldsymbol {H}}={\begin{pmatrix}1&0&1&1&1&0&0\\1&1&\ 1&0&0&1&0\\0&1&1&1&0&0&1\end{pmatrix}}}

## 示例：阿达马码
阿达马码是{\displaystyle [2^{r},r,2^{r-1}]_{2}}线性码，能够纠正诸多误码。 阿达马码可以逐列构建： 第{\displaystyle i}列是整数{\displaystyle i}的二进制表示 ，如下例所示。 阿达马码的最小距离为{\displaystyle 2^{r-1}}，因此可以纠正{\displaystyle 2^{r-2}-1}错误。
例：具有以下生成矩阵的线性分组码是{\displaystyle [8,3,4]_{2}}阿达玛码： {\displaystyle {\boldsymbol {G}}_{\mathrm {Had} }={\begin{pmatrix}0&0&0&0&1&\ 1&1&1\\0&0&1&1&0&0&1&1\\0&1&0&1&0&1&0&1\end{pmatrix}}} 。
阿达马码是里德-穆勒码的一个特例。如果我们从{\displaystyle {\boldsymbol {G}}_{\mathrm {Had} }}中抽出第一列（全零列），我们可以得到{\displaystyle [7,3,4]_{2}}单纯形码，是汉明码的对偶码。

## 最近邻算法
参数d与码的纠错能力密切相关。以下构造/算法说明了这一点（称为最近邻解码算法）：
输入：接收到的{\displaystyle \mathbb {F} _{q}^{n}}中的向量v 
输出：在{\displaystyle C}中最接近{\displaystyle v}的一个码字{\displaystyle w}（如果有）。
- 从{\displaystyle t=0}开始 ，重复以下两个步骤。
- 枚举（汉明）半径为{\displaystyle t}，以待编码{\displaystyle v}为中心的球的包含的元素 ，表示为{\displaystyle B_{t}(v)} 。
  - 对于每个{\displaystyle B_{t}(v)}中的{\displaystyle w} ，检查{\displaystyle w}是否在{\displaystyle C}中。如果是，则返回{\displaystyle w}作为解决方案。
- 增加{\displaystyle t} 。仅当{\displaystyle t>(d-1)/2}时因失败终止。枚举已完成，但尚未找到解决方案。

如果对于每个{\displaystyle \mathbb {F} _{q}^{n}}中的{\displaystyle v}最多有一个码字在{\displaystyle B_{t}(v)}中，称线性码{\displaystyle C}是{\displaystyle t}-纠错的。

## 常用记号
码通常用字母C表示，长度为n且秩为k的码（即，其基中有n个码字，其生成矩阵中有k行）通常称为 (n, k) 码。线性分组码通常表示为 [n, k, d] 码，其中d表示码中任意两个码字之间的最小汉明距离。
（[n, k, d] 符号不应与 (n, M, d)符号混淆，后者用于表示长度为n 、大小为M（即具有M 个码字）且最小汉明距离为d 的非线性码。）

## 辛格尔顿界
引理（辛格尔顿界）：每个线性 [n,k,d] 码C满足{\displaystyle k+d\leq n+1} 。
参数满足k+d=n+1的代码C称为最大距离可分（Maximum Distance Separable）的或MDS 。如果这样的代码存在，那么从某种意义上来说，它们就是最好的。
设C1和C2是两个长度为n的代码，且对称群Sn中存在置换p ，当且仅当(cp (1) ,... , cp (n) ) 在C2中时，( c1 ,..., cn ) 在C1中，则称C1与C2是置换等价的。更一般地，如果存在{\displaystyle n\times n}单项式矩阵{\displaystyle M\colon \mathbb {F} _{q}^{n}\to \mathbb {F} _{q}^{n}}使得C1同构于C2 ，那么称C1和C2是等价的。
引理：任何线性码都等价于标准形式的码的置换。

## 博尼索利定理
对于一个码字，当且仅当存在某个常数d，使得该码中任意两个不同码字之间的距离等于d时，其可以称为等距码。  1984 年，阿里戈·博尼索利 (Arrigo Bonisoli) 确定了有限域上线性单重码的结构，并证明了每个等距线性码都是与汉明码对偶的序列。 

## 示例
线性码的一些示例包括：
- 重复码（英语：Repetition code）
- 奇偶校验码
- 循环码
- 汉明码
- 戈莱码（英语：Golay code (disambiguation)），包括二元（英语：Binary Golay code）的和三元（英语：Ternary Golay code）的
- 多项式码（典型代表：BCH码）
- 里德-所罗门码
- 里德-穆勒码（英语：Reed-Muller Code）
- 代数几何码（英语：Algebraic geometry code）
- 二元戈帕码（英语：Binary Goppa code）
- 低密度奇偶校验码（英语：Low-density parity-check codes）
- 扩展码（英语：Expander code）
- 多维奇偶校验码（英语：Multidimensional parity-check code）
- 环面码（英语：Toric code）
- 涡轮码
- 局部可恢复码（英语：Locally recoverable code）

## 推广
在非域字母表上的汉明空间同样受到关注，尤其是有限环上的情形，其中最显著的是Z4上的伽罗瓦环。由此导出的是模结构而非向量空间结构，对应的环线性码（由子模定义）取代了传统线性码。此类空间通常采用李氏距离作为度量。研究发现：配备汉明距离的{\displaystyle \mathbb {Z} _{2}^{2m}} （即 GF(22m )）与配备李距离的 {\displaystyle \mathbb {Z} _{4}^{m}}（亦记作 GR(4,m)）之间存在格雷等距映射。该映射的核心价值在于：它能将{\displaystyle \mathbb {Z} _{4}^{m}}上某些环线性码的像，对应于{\displaystyle \mathbb {Z} _{2}^{2m}}上具有优良性质却非线性的编码。
有些作者也将环上的此类码简称为线性码。 